# Jaskinia pod Bramką
Jaskinia pod Bramką (Pod Wyżnim Tunelem) – jaskinia w Dolinie Kościeliskiej w Tatrach Zachodnich. Wejście do niej położone jest w Żlebie z Bramkami stanowiącym boczne odgałęzienie żlebu Głębowiec w zboczu Kominiarskiego Wierchu, na wysokości 1265 m n.p.m. Długość jaskini wynosi 17 metrów, a jej deniwelacja 6 metrów.

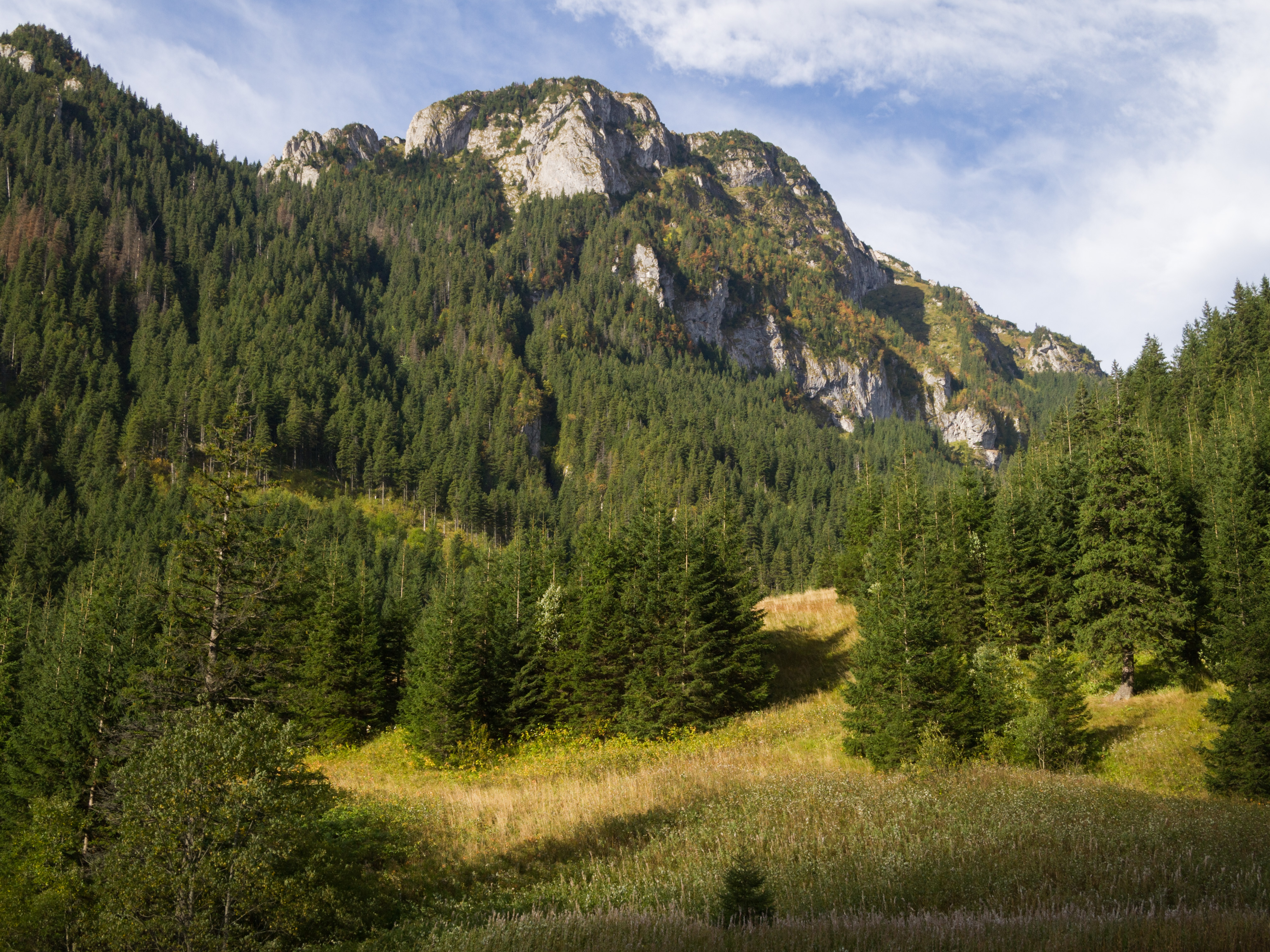
Na lewo od Raptawickiej Turni wśród lasu żleb Głębowiec

## Opis jaskini
Jaskinię stanowi idący w dół, a potem poziomy, 7-metrowy korytarz zaczynający się w niewielkim otworze wejściowym a kończący niedostępną szczeliną.
Przed szczeliną znajduje się w korytarzu 3,2-metrowy, pochyły próg skąd odchodzi jedyna boczna odnoga. Jest to równoległy, krótki korytarzyk.

## Przyroda
W jaskini brak jest nacieków. Ściany są mokre. W korytarzu w pobliżu otworu rosną mchy.

## Historia odkryć
Pierwsza wzmianka o jaskini została opublikowana dopiero w 1988 roku przez W. W. Wiśniewskiego, chociaż jaskinia była znana od dawna. Na pewno znał ją wcześniej sam W. W. Wiśniewski, który w latach siedemdziesiątych XX wieku badał zbocza Kominiarskiego Wierchu w poszukiwaniu jaskiń.